# Bo Holmstedt
Bo Roland Holmstedt, född 24 maj 1918 i Karlskrona, död 9 januari 2002, var en svensk läkare och forskare inom toxikologi.
Bo Holmstedt blev medicine licentiat och medicine doktor vid Karolinska institutet 1952, på en doktorsavhandling om nervgasen tabun. Han arbetade vid Försvarets forskningsanstalt från 1948, under åren 1949–1952 som forskningsläkare. Han blev docent i farmakologi vid Karolinska Institutet 1952, blev 1960 laborator i odontologisk farmakologi vid Tandläkarhögskolan, 1964 extra ordinarie professor i toxikologi vid Medicinska forskningsrådet och var professor i toxikologi 1979–1983 vid Karolinska institutet.
Holmstedt invaldes i Vetenskapsakademien 1974 och i Ingenjörsvetenskapsakademien 1978. Han var från 1953 till sin död gift med Gudrun Åhlberg-Kriland. De är gravsatta i minneslunden på Kungsholms kyrkogård.